# Grande Ordinanza del 1357
La Grande Ordinanza del 1357 fu un editto attraverso il quale Étienne Marcel cercò di imporre dei limiti al potere assoluto del re di Francia, in particolare in campo economico.

## Contesto storico
Sin dalle rivoluzioni dell'anno 1000, la società medievale aveva subito un processo evolutivo considerevole. In Europa si erano verificati grandi progressi tecnici, artistici e demografici.
Le città si svilupparono, creando nuove classi sociali centrate sul commercio. Così come la società rurale si adattò ad un sistema feudale e religioso dove la nobiltà proteggeva le terre e amministrava la giustizia, le nuove classi di venditori e mercanti ebbero bisogno di una libertà di azione per i loro commerci e le loro attività.
Con tempi e modalità diversi, re e signori feudali non poterono più legiferare autonomamente, e dovettero delegare parte dei loro poteri legislativi e giudiziari a parlamenti e altre corti di giustizia.
In Francia, l'inizio della Guerra dei Cent'Anni era risultato catastrofico e il potere del re era stato molto contestato dopo la sconfitta di Crécy del 1346. Re Filippo VI era asceso al trono grazie a dei tecnicismi legali a scapito del re d'Inghilterra Edoardo III. Allo stesso modo, Carlo II di Navarra, detto il Malvagio, era un pretendente al trono, dopo che sua madre Giovanna venne esclusa dalla successione per evitare che un potente straniero, suo marito Filippo prendesse il controllo della Francia grazie al matrimonio. In questo periodo la nobiltà esercitava il suo diritto divino attraverso l'abilità nella condotta cavalleresca, specialmente in battaglia. Fu per questo che Crécy, in cui i francesi persero contro un esercito numericamente inferiore, fu una disfatta per il re, e Filippo VI fuggì mettendo in discussione la stessa legittimità divina della casa di Valois. Questo discredito fu aggravato dalla comparsa della morte nera del 1348, tra la popolazione si diffuse l'idea che questa dinastia non era sostenuta da Dio. Edoardo II e Carlo di Navarra, vedendo una possibilità di far valere i loro diritti sul trono di Francia, e cercarono di conquistare le città nella speranza di una perdita di fiducia nella monarchia.
Nel 1356, nella battaglia di Poitiers, re Giovanni il Buono, che non volle fuggire come suo padre dopo Crécy, combatté eroicamente e fu catturato dagli inglesi, acquistando un enorme prestigio agli occhi del popolo. Suo figlio, il Delfino Carlo, che fu in grado di lasciare il campo di battaglia, assunse la reggenza e tentò di negoziare con l'Inghilterra. Le Grandi Compagnie, soldati mercenari, saccheggiarono le campagne, e per contrastarli il Delfino suggerì l'istituzione di un esercito permanente di 30.000 uomini. Per poter mantenere un esercito simile, dovette aumentare le tasse, e convocò di conseguenza gli Stati generali.
Gli Stati generali, in cui spicca la figura di un ricco mercante, Étienne Marcel, presero il controllo del potere vacante, a causa della prigionia del re, e ne approfittarono per tentare una limitazione del potere temporale in Francia attraverso norme legislative. Tra gli atti più importanti che ne seguirono, vi fu la Grande Ordinanza del 1357.

## L'ordinanza
Il testo di questa ordinanza consiste in 61 articoli. Meno rigorosa dell'ordinanza del Dicembre 1355, essa ha delineato una monarchia controllata e un vasto piano di riorganizzazione amministrativa. Essa ha stabilito che una commissione di epurazione di 28 rappresentanti, di cui 12 dovevano essere borghesi, si sarebbe dovuta occupare dell'allontanamento dei funzionari dai pubblici uffici (riguardando soprattutto gli esattori di tasse particolarmente impopolari). I funzionari riconosciuti colpevoli da tale commissione sarebbero stati condannati e i loro beni confiscati. Il Delfino ricusò tutte le imposizioni non votate dagli Stati generali e accettò la creazione di un consiglio di 36 guardiani che immediatamente misero in atto le misure di riforma. Sei rappresentanti degli Stati generali entrano a far parte del consiglio del re, che divenne uno strumento di tutela per sorvegliare l'amministrazione reale dall'interno: in particolare in tema finanziario, come cambi monetari e sussidi straordinari, vi doveva essere la verifica degli Stati Generali. L'ordinanza prevedeva inoltre una moneta fissa, nessuna esenzione fiscale per la nobiltà, l'abolizione del diritto di requisizione da parte dei signori feudali e la proibizione di saccheggi di foraggio e cavalli. In cambio di queste misure le città avrebbero fornito un soldato per ogni cento case. Cinque giorni dopo la promulgazione dell'ordinanza, quasi la totalità dei consiglieri reali fu esiliata, i membri del Parlamento e della Corte dei conti ebbero rinnovati i loro incarichi, gli ufficiali di giustizia e delle finanze furono allontanati e venne creata una Corte d'Appello.
Tuttavia, la completa esecuzione dell'ordinanza fu presto bloccata. La commissione di epurazione appena istituita fu sciolta dopo appena 5 mesi. Gli esattori delle tasse in nome degli Stati generali incontrarono la diffidenza e l'ostilità dei contadini e degli artigiani più poveri. I sei rappresentanti nel Consiglio del re erano in minoranza, e agli Stati generali mancava l'esperienza politica di mantenere un controllo permanente sulla figura del Delfino, che aveva ritrovato il supporto dei suoi funzionari. Gli spostamenti frequenti, costosi e pericolosi in quest'epoca, scoraggiarono i rappresentanti delle province e gli Stati generali divennero sempre meno rappresentativi. A poco a poco, solo la classe media parigina prese parte alle assemblee. Ma alla fine, re Giovanni il Buono, mantenendo una buona reputazione e firmando una tregua di due anni con i procuratori di Edoardo il Principe Nero, sconfessò il Delfino e, dalla sua prigione a Bordeaux, il 6 aprile 1357 vietò l'applicazione dell'ordinanza. Étienne Marcel e Robert Le Coq protestarono presso il Delfino che, fiducioso del sostegno da parte delle province (le province non seguivano il corso delle azioni della popolazione parigina), nel mese di Agosto proibì a Marcel e ai suoi seguaci di prendere parte a qualsiasi organo di governo e annunciò che avrebbe governato da solo. Le Coq si ritirò nella sua diocesi, ma Marcel rimase a Parigi e approfittò della partenza del Delfino (che riunì gli Stati generali fuori dalla capitale) per organizzare una resistenza. Progettò un'opposizione al ramo della famiglia Valois che al momento regnava, e trovò un alleato nella persona del re di Navarra, Carlo il Malvagio, già pretendente al trono di Francia. Un colpo di stato organizzato da Marcel permise al re di Navarra di fuggire dal castello di Ailleux, dove era detenuto, e il Delfino tornato a Parigi senza soldi, dovette ancora convocare gli Stati generali per il 7 novembre, sotto la pressione dei capi del popolo, concedette a suo cognato l'autorizzazione di tornare a Parigi. Il 13 gennaio 1358, gli Stati generali vennero di nuovo riuniti, ma quasi nessun nobile ed ecclesiastico partecipò. I rappresentanti partirono senza aver raggiunto un accordo sul come trovare delle sovvenzioni. Il seguente 23 gennaio, il Delfino firmò un ordine che autorizzava gli Stati Generali di svalutare la moneta. Étienne Marcel, notato il fallimento dei suoi sforzi nel controllare la monarchia attraverso le normative, proclamò che avrebbe preso il controllo attraverso la forza. Egli non mise in dubbio la necessità di un sovrano, ma esso avrebbe dovuto essere colui che avrebbe lasciato a lui più potere. Così si ritrovò a oscillare tra la debolezza del Delfino e l'avarizia di Carlo il Malvagio.